# Geschiedenis van de erotische afbeelding

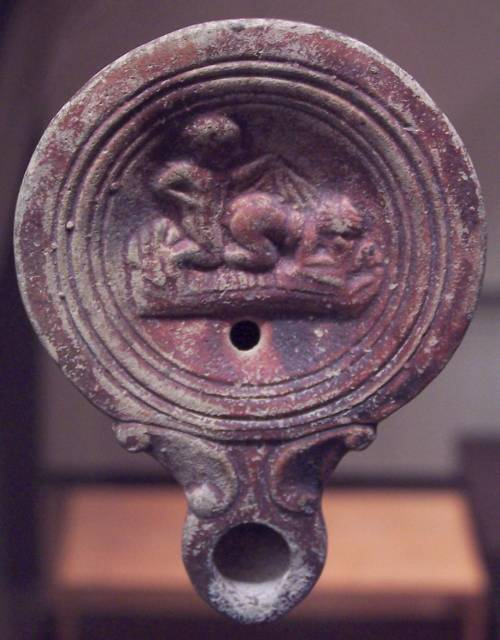
Romeinse olielamp met een afbeelding van coitus more ferarum.

Tot de erotische afbeeldingen behoren schilderijen, beeldhouwwerken, foto's, dramatische kunsten, muziek en geschriften die scènes bevatten met een seksueel karakter. Ze zijn door bijna elke beschaving, oud en nieuw, voortgebracht. Oude beschavingen brachten seks vaak in verband met bovennatuurlijke krachten, en om die reden kennen hun religies veel van zulke beelden. In Aziatische landen zoals India, Nepal, Sri Lanka, Japan en China hebben voorstellingen van seks en erotische kunst een duidelijk spirituele betekenis binnen de inheemse religies hindoeïsme, boeddhisme, shintoïsme en taoïsme. De oude Grieken en Romeinen maakten veel kunstvoorwerpen en versieringen met een erotisch karakter en een groot deel daarvan was geïntegreerd in hun godsdienstige opvattingen en culturele gebruiken.
Recenter zijn erotische afbeeldingen veranderd van een luxeartikel voor de weinigen in een propagandamiddel en later in een gebruiksartikel voor alledag en voor sommige mensen werden ze zelfs een manier om in hun levensonderhoud te voorzien. Elk nieuw communicatiemiddel, zoals de drukpers, de fotografie, film en computers werd aangepast om deze afbeeldingen te vertonen en te verspreiden.

## Vroegere houdingen tegenover erotische afbeeldingen

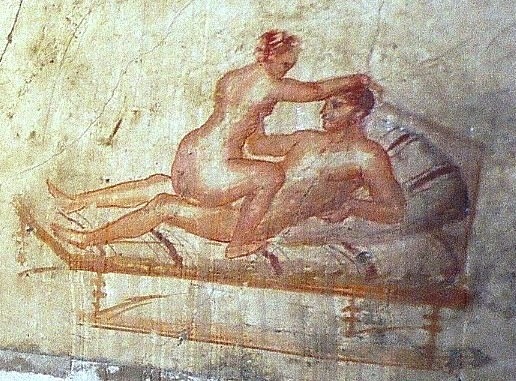
Typisch heteroseksuele Romeinse muurschildering uit Pompeï.

Lang geleden waren erotische afbeeldingen vaak een onderdeel van de inheemse of religieuze kunst van een cultuur en als zodanig werden ze niet anders behandeld dan andere kunstuitingen. Het moderne concept van pornografie bestond voor de victoriaanse tijd niet. De huidige definitie ontstond in de jaren 60 van de 19e eeuw en kwam in de plaats van de betekenis 'geschriften over prostituees'. Het woord verscheen voor het eerst in 1857 in een Engels medisch woordenboek en werd daar omschreven als 'een beschrijving van prostituees of prostitutie in verband met de openbare hygiëne'. In 1864 verscheen de eerste versie van de moderne definitie in Webster's Dictionary: 'Wellustige schilderingen ter versiering van ruimten gewijd aan bacchanalen, orgieën, waarvan voorbeelden zijn aangetroffen in Pompeï'. Dat was het begin van wat nu wordt aangeduid als (seksueel) expliciete afbeeldingen in het algemeen. Hoewel bepaalde seksuele handelingen daarvoor al door wetgeving werden gereguleerd of verboden, was enkel het bekijken van voorwerpen of afbeeldingen die zulke handelingen voorstelden tot 1857 nergens verboden. In bepaalde gevallen was het bezit van bepaalde boeken, gravures of verzamelingen afbeeldingen verboden, maar de trend om wetten op te stellen die beperkingen oplegden aan het bekijken van seksueel expliciet materiaal was een product van het victorianisme.
Toen in de jaren 60 van de 19e eeuw grootschalige opgravingen plaatsvonden bij Pompeï kwam er veel erotische kunst van de Romeinen aan het licht, wat een enorme schok betekende voor de Victorianen, die zichzelf als de intellectuele erfgenamen van het Romeinse Rijk beschouwden. Ze wisten niet wat ze moesten beginnen met deze vrijmoedige afbeeldingen van seksualiteit en probeerden ze te verbergen voor iedereen behalve een paar geleerden uit de upper class. Verplaatsbare voorwerpen werden opgesloten in het 'geheime kabinet' van het Nationaal Archeologisch Museum in Napels; wat niet kon worden verwijderd werd afgedekt of afgegrendeld om vrouwen, kinderen en de werkende klasse niet in verlegenheid te brengen. De eerste wetten die pornografie criminaliseerden werden in Engeland aangenomen met de Obscene Publications Act van 1857. Afgezien van periodes waarin erotische afbeeldingen niet werden toegelaten werden ze duizenden jaren lang als gewoon beschouwd.

## Oude afbeeldingen

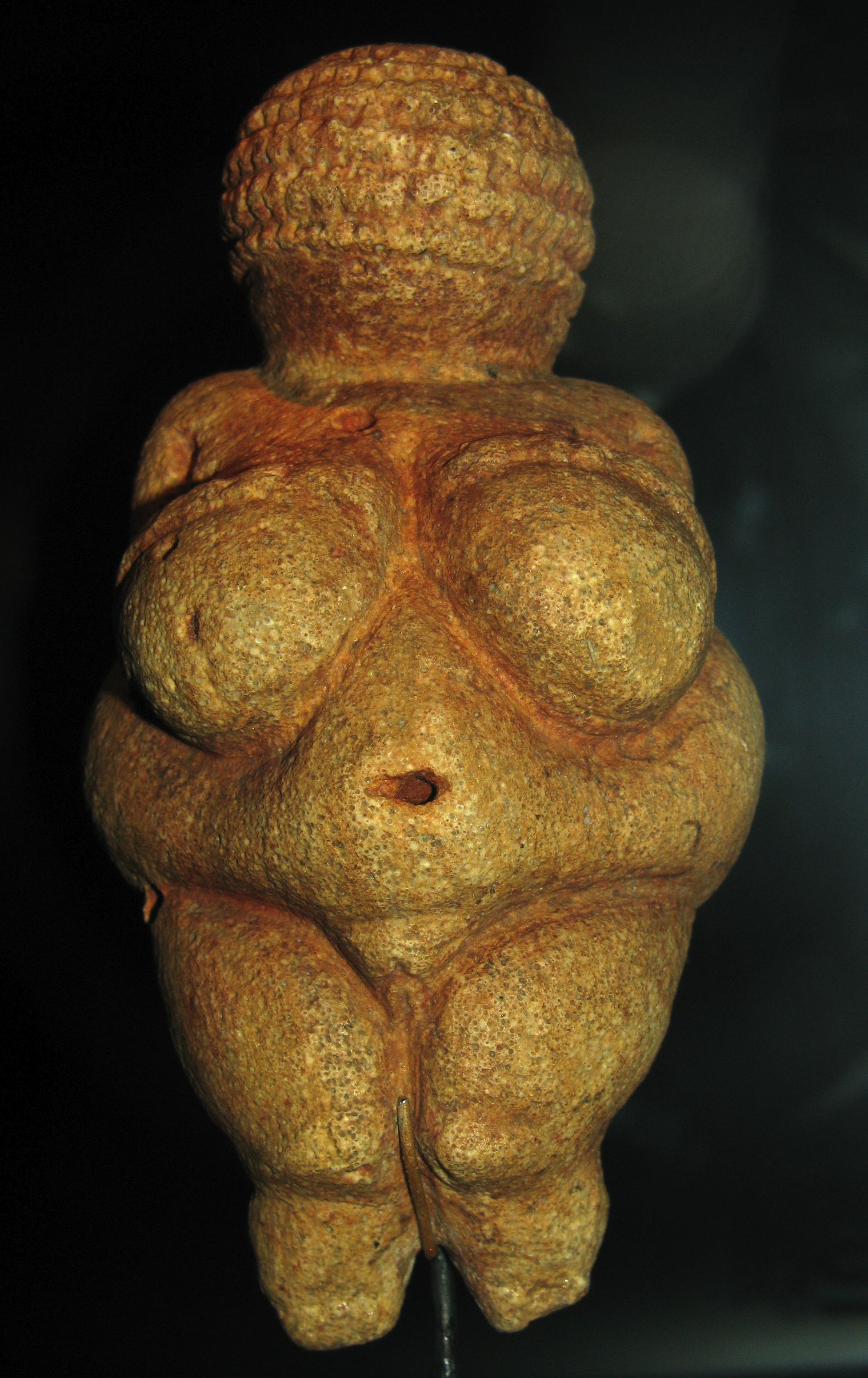
De Venus van Willendorf is een prehistorische afbeelding.

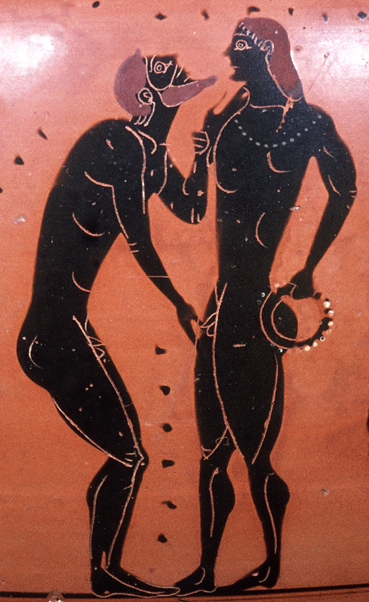
Traditionele pederastische scène op een Atheense zwarte amfora uit de 5e eeuw v.Chr.

Tot de oudste overgeleverde voorbeelden van erotische afbeeldingen behoren de paleolithische grotschilderingen en beeldjes. Tot de meest voorkomende behoren afbeeldingen van dieren, jachtscènes en afbeeldingen van menselijke genitaliën (beschouwd als vruchtbaarheidssymbolen). Naakte mensen met overdreven geslachtskenmerken zijn afgebeeld in paleolithische schilderingen en beeldjes (bv. de Venusbeeldjes). Tot de bij Creswell Crags in Engeland gevonden grotkunst, naar aangenomen wordt meer dan 12.000 jaar oud, behoren gestileerde versies van vrouwelijke genitaliën. Er is echter geen aanwijzing dat ze gebruikt werden om seksueel te prikkelen, het is dus veel waarschijnlijker dat ze gebruikt werden bij religieuze rituelen.
Archeologen in Duitsland meldden in april 2005 dat ze iets hadden gevonden dat naar ze geloofden een 7200 jaar oude scène was waarin een mannelijke figuur gebogen is over een vrouwelijke figuur, in een houding die de indruk wekt van geslachtsgemeenschap. De mannelijke figuur heeft de naam Adonis van Zschernitz gekregen. Het is echter niet zeker dat deze voorwerpen een prikkelende functie hadden. Ze kunnen ook een spirituele bedoeling hebben gehad en hadden waarschijnlijk te maken met vruchtbaarheidsrituelen.
De oude Grieken schilderden vaak seksscènes op hun keramiek en veel van die afbeeldingen zijn bekend geworden als de eerste afbeeldingen van homoseksualiteit en pederastie. De Griekse kunst beeldt vaak seksuele activiteiten uit, maar het is onmogelijk daarbij onderscheid te maken tussen wat in hun ogen verboden of immoreel was, omdat ze geen concept van pornografie hadden. Hun kunst beeldt gewoon scènes uit het dagelijks leven uit, sommige zijn seksueler getint dan andere. Beelden van fallussen zijn te zien in gewijde plaatsen zoals de tempel van Dionysus op Delos, maar de herme, een beeldje dat bestond uit een hoofd op een vierkant voetstuk met een groot uitgevallen fallus aan de voorkant was een huishoudelijk voorwerp dat bescherming moest bieden. De ideale Griekse man had een kleine penis en dat schoonheidsideaal werd door de Romeinen overgenomen. De Grieken waren ook verantwoordelijk voor het oudst bekende voorbeeld van lesbische erotiek in het Westen, met Sappho's Hymne aan Afrodite en andere homo-erotische werken.
Zie ook Oud-Griekse kunst.

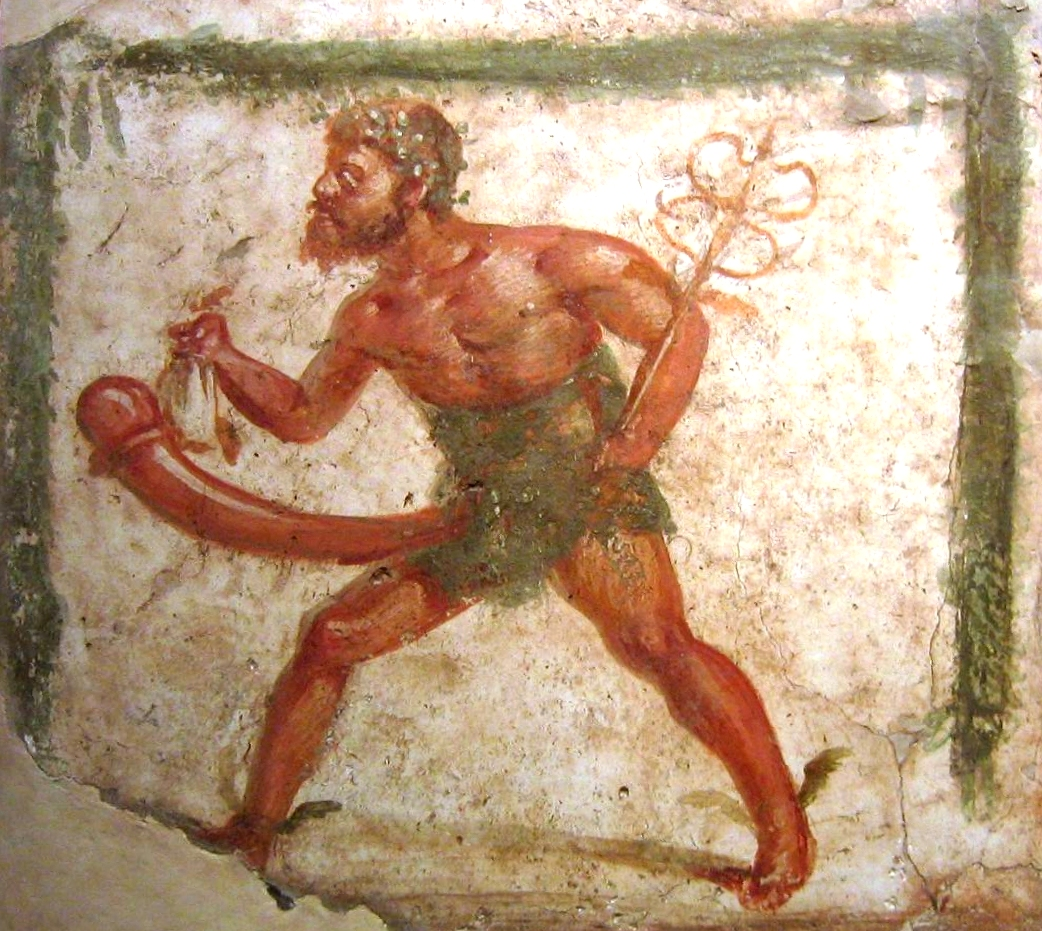
Een muurschildering van Priapus uit Pompeï. Een grote fallus werd in het oude Rome als onwenselijk beschouwd voor een man en werd vaak afgebeeld om het komische effect.

Er waren veel seksueel expliciete muurschilderingen en beelden in de ruïnesteden Pompeï en Herculaneum, maar de oorspronkelijke bedoeling van de afbeeldingen kan variëren. Zo was er in de 'Villa der Mysteriën' een rituele flagellatiescène te zien die duidelijk te maken had met een religieuze cultus, zodat die afbeelding meer een religieuze betekenis heeft dan een seksuele. Aan de andere kant is op de levendige afbeeldingen boven de kamerdeuren in een bordeel te zien welke seksuele diensten er aangeboden worden. In Pompeï werden fallussen en testikels op de trottoirs gegraveerd om bezoekers de weg te wijzen naar de wijk waar de prostitutie en het vertier te vinden waren, maar ze dienden ook als versiering. De Romeinen beschouwden afbeeldingen van seks als smaakvolle versiering. De afbeeldingen geven dan ook de seksuele mores en gebruiken van hun cultuur weer, zoals te zien is op de Warrenbeker. Seksuele handelingen die als taboe werden beschouwd (zoals handelingen die de reinheid van de mond bezoedelden) werden vanwege hun komische effect afgebeeld in de badhuizen. Grote fallussen werden vaak bij entrees aangebracht, want de fallus was een amulet; gegraveerde afbeeldingen van een fallus waren dan ook gewoon in woonhuizen. Een van de eerste voorwerpen die opgegraven werden na de ontdekking van het complex was een marmeren beeld van de god Pan die de liefde bedrijft met een geit, een gedetailleerde afbeelding van bestialiteit die als zo obsceen werd beschouwd dat het beeld nog altijd niet tentoon wordt gesteld en nog steeds in het Geheime Museum in Napels staat.
het Moche-aardewerk van Peru is een ander voorbeeld van een oud volk dat beeldjes maakte van aardewerk met expliciete seksscènes. Het doel ervan week echter sterk af van dat bij andere oude culturen. De Moche geloofden dat de wereld van de doden het exacte tegendeel was van de wereld van de levenden. Daarom maakten ze voor begrafenissen vaten met voorstellingen van seksuele handelingen die niet tot nageslacht leiden, zoals masturbatie, fellatio en anale seks. Ze hoopten dat ze in de wereld van de doden hun omgekeerde betekenis zouden krijgen en tot vruchtbaarheid zouden leiden.

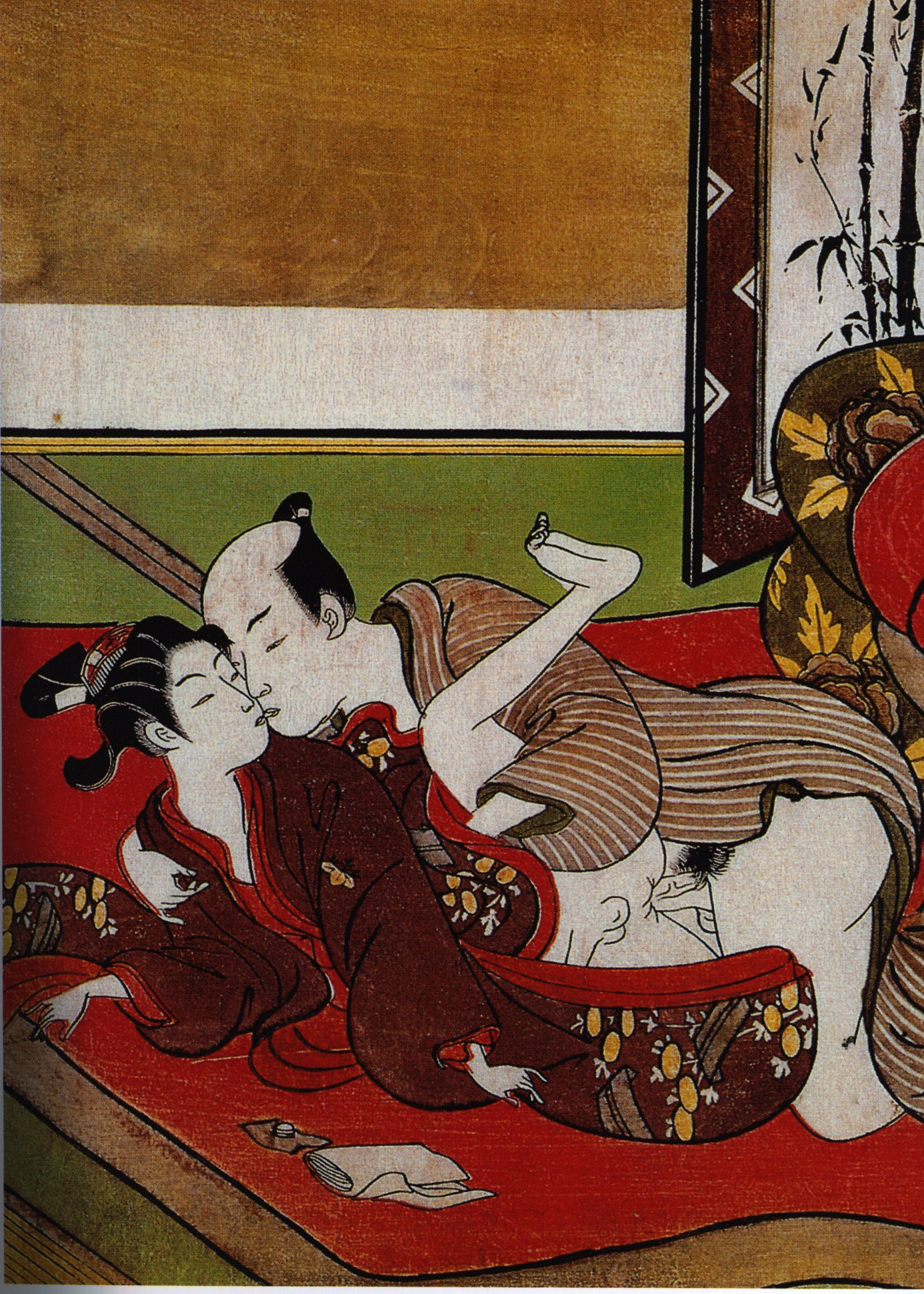
Shunga (Japan).

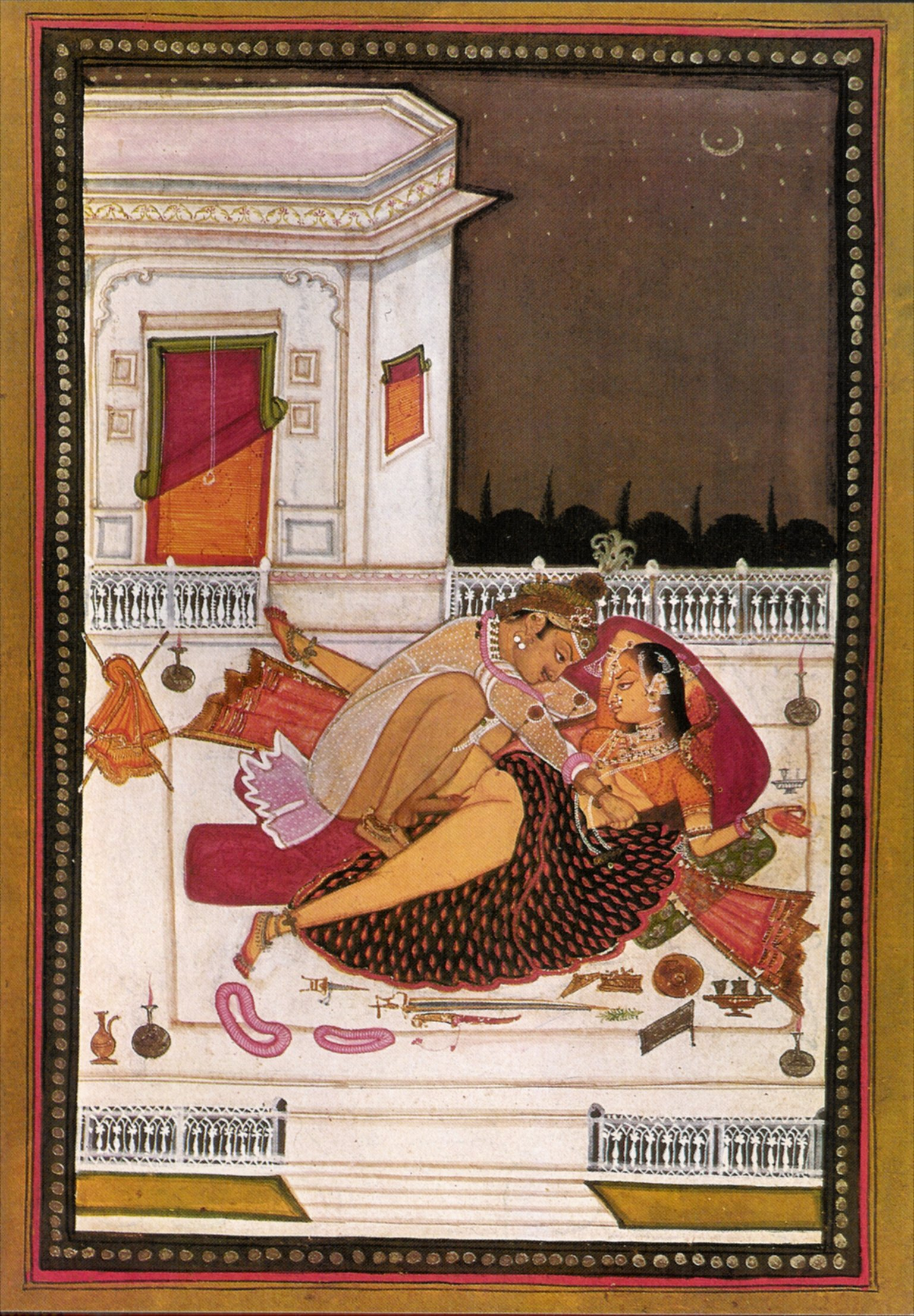
Vorst en zijn dame bij nacht op een terras (India).

Het Oosten kent een lange traditie van erotische schilderkunst. Japan, China, India, Perzië en andere landen brachten enorme hoeveelheden kunstvoorwerpen voort die het menselijke vermogen van de liefde eren. Deze werken beelden de liefde af tussen man en vrouw, maar ook die tussen mensen van hetzelfde geslacht. In Japan beleefde de erotische kunst haar hoogste bloei door de blokdruk. De stijl staat bekend als shunga (??, beelden uit de lente) en een paar van de klassieke beoefenaars ervan, zoals Harunobu en Utamaro, maakten er veel. Ook met de hand beschilderde rollen waren erg populair. Shunga verscheen in de 13e eeuw en bleef populair ondanks enkele pogingen het te onderdrukken, de eerste daarvan was een verbod op erotische boeken dat bekend is geworden als koshokubon (???), uitgevaardigd in Kyoho 7 (1722) door het Sjogunaat van Tokugawa. Er kwam pas een eind aan de vervaardiging van shunga in de 19e eeuw, door de uitvinding van de fotografie.
De Chinese erotische traditie was ook rijk. Voorbeelden van deze kunst gaan terug tot de Yuan-dynastie (1271–1368). De erotische kunst van China bereikte haar hoogtepunt tijdens het laatste deel van de Ming-dynastie (1368–1644).

Zowel in China als in Japan speelde de erotiek een belangrijke rol in de ontwikkeling van de roman. Het verhaal van Genji, het werk van een 11e-eeuwse Japanse hofdame, wordt vaak de oudste roman ter wereld genoemd en beschrijft de vele affaires van zijn held in discrete maar tegelijk vleselijke taal. Vanaf de 16e eeuw werd de nog veel explicietere roman Pruimenbloesem in gouden vaas (Jin Ping Mei) in China als een van de vier klassieke romans van de Chinese literatuur beschouwd. Het verhaal van Genji werd in Japan altijd geëerd, maar Jin Ping Mei werd een groot deel van zijn geschiedenis als pornografie onderdrukt en van de lijst klassieke werken gehaald.
Erotische scènes in middeleeuwse miniaturen waren ook gewoon, maar waren slechts bedoeld voor hen die de uiterst dure, met de hand gemaakte boeken konden betalen. De meeste van deze tekeningen staan in de marges van getijdenboeken. Veel mediëvisten denken dat de afbeeldingen tegemoetkwamen aan de honger van middeleeuwers naar erotiek en religie in één boek, vooral omdat het vaak het enige boek was dat iemand bezat. Andere geleerden denken dat de tekeningen in de marges een soort morele waarschuwingen waren, maar de afbeeldingen van priesters en andere hooggeplaatste figuren bezig met seksuele handelingen doen daarnaast ook een politieke oorsprong vermoeden.
Pas na de uitvinding van de boekdrukkunst door Johannes Gutenberg kwamen seksueel expliciete afbeeldingen in het Westen in grotere hoeveelheden beschikbaar. Voor die tijd waren erotische afbeeldingen, die met de hand gemaakt werden en erg duur waren, alleen te krijgen voor mannen uit de maatschappelijke elite, die ze met opzet buiten het bereik hielden van de werkende klasse uit angst voor het effect van zulke dingen op de dierlijke lust van mensen die geen onderwijs hadden genoten. Zelfs het British Museum had een Secretum gevuld met een verzameling oude erotica, in 1865 geschonken door de arts George Witt, zelf een aristocraat. De resten van de verzameling, waartoe ook zijn plakboeken behoren, bevinden zich nog altijd in kast 55, al is het grootste deel ervan inmiddels geïntegreerd in de andere verzamelingen van het museum.

## Het begin van de grootschalige verspreiding

### Drukken

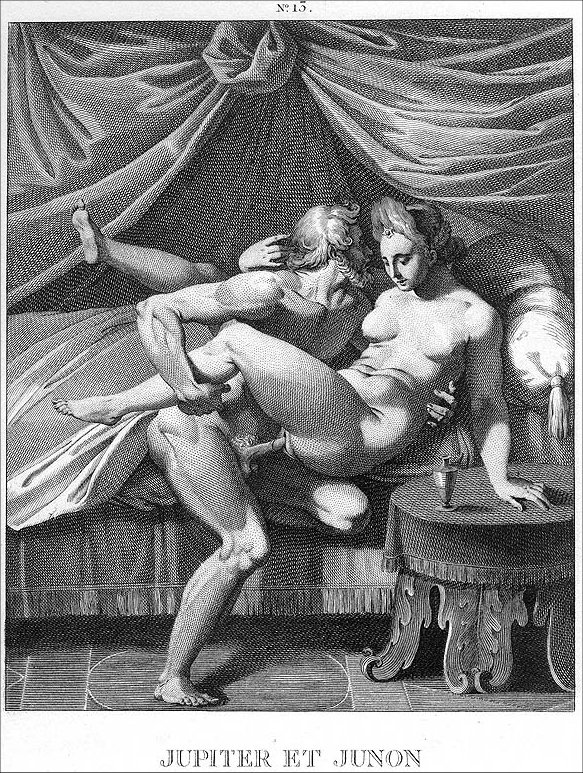
Erotische gravure, waarschijnlijk naar Agostino Carracci (1557-1602).

Tijdens de 16e eeuw leidde een poging om erotisch materiaal te drukken tot een schandaal toen de Italianen Pietro Aretino en Marcantonio Raimondi in 1524 de I Modi maakten, een geïllustreerd boek met 16 'houdingen' of seksuele standjes. Raimondi had het werk zelfs al eens eerder uitgegeven en was daarop gevangengezet door paus Clemens VII; alle exemplaren van de illustraties waren vernietigd. Raimondi baseerde de gravures op een reeks erotische schilderijen die Giulio Romano maakte voor het Palazzo del Te in Mantua. Hoewel de twee afbeeldingen erg op elkaar leken werd alleen Raimondi vervolgd omdat zijn gravures te zien waren voor het publiek. Romano wist niets van de gravures tot Aretino de oorspronkelijke schilderijen kwam bekijken waar Romano nog aan werkte. Aretino maakte toen 16 expliciete sonnetten ('zowel in je spleetje als in je achterste zal mijn lul mij gelukkig maken en jou gelukkig en verrukt') voor bij de schilderijen en hij zorgde ervoor dat Raimondi werd vrijgelaten. De I Modi werd toen opnieuw uitgegeven, met de gravures en gedichten, waarmee dit de eerste keer was dat erotische teksten en afbeeldingen werden gecombineerd, maar opnieuw liet de paus alle exemplaren in beslag nemen die er te vinden waren. Deze keer belandde Raimondi niet in de gevangenis, maar de censuur was zo grondig dat er nooit originele exemplaren zijn gevonden. De enige bestaande tekst is slechts een kopie van een kopie die 400 jaar later werd ontdekt.
Tijdens de 17e eeuw kwamen er allerlei voorbeelden van pornografische of erotische literatuur in omloop, vooral gedrukt in Amsterdam en vandaar naar andere Europese landen gesmokkeld. Enkele voorbeelden zijn L'Ecole des Filles, een Frans werk dat in 1655 gedrukt is en beschouwd wordt als het begin van de pornografie in Frankrijk. Het bestaat uit een geïllustreerde dialoog tussen twee vrouwen, de één 16 jaar en de ander haar wat wereldser nicht, en hun expliciete gesprekken over seks. De schrijver is tot op heden anoniem gebleven, hoewel enkele schrijvers die van het auteurschap verdacht werden er een korte gevangenisstraf voor kregen. Samuel Pepys schreef in zijn beroemd geworden dagboek dat hij er een exemplaar van had gekocht om te lezen en dat hij het daarna verbrand had om te voorkomen dat zijn vrouw het zou ontdekken: "the idle roguish book, L'escholle de filles; which I have bought in plain binding… because I resolve, as soon as I have read it, to burn it."

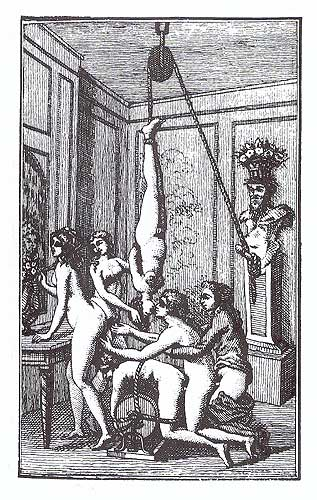
Illustratie uit Juliette door de markies de Sade.

Tijdens de eeuw van de Verlichting gingen veel Franse vrijdenkers pornografie gebruiken als medium voor maatschappijkritiek en satire. Libertijnse pornografie was een subversief commentaar op de maatschappij en had vaak de rooms-katholieke kerk en in het algemeen seksuele onderdrukking als doelwit. De markt voor in massa geproduceerde, goedkope pamfletten werd al snel de bourgeoisie, wat de hogere klasse zorgen baarde omdat men daar, net als in Engeland, meende dat de moraal van de lagere klassen en de minder intelligente mensen daardoor ondermijnd zou worden omdat vrouwen, slaven en ongeschoolden in die tijd als extra kwetsbaar werden beschouwd. De verhalen en illustraties (verkocht in de galeries van het Palais Royal, in combinatie met de diensten van prostituees) waren vaak antiklerikaal en wemelden van de zich misdragende priesters, monniken en nonnen, een traditie die in de Franse pornografie tot in de 20e eeuw bleef bestaan. In de periode die voorafging aan de Franse Revolutie werd pornografie ook als politiek commentaar gebruikt; vaak was Marie Antoinette het doelwit in fantasieën over betrokkenheid bij orgieën, lesbische activiteiten en over het vaderschap van haar kinderen. Ook circuleerden er geruchten over de vermeende seksuele tekortkomingen van Lodewijk XVI. Tijdens en na de revolutie werden de beroemde boeken van de markies de Sade gedrukt. Ze werden vaak geïllustreerd en dienden voor hun schrijver als politiek commentaar.
Het Engelse antwoord hierop was Memoirs of a Woman of Pleasure (later ingekort en omgedoopt tot Fanny Hill), in 1748 geschreven door John Cleland. Het boek was een satire op de literaire conventies en de verfijnde manieren van het 18e-eeuwse Engeland, maar het leidde tot een schandaal omdat een vrouw, de vertelster, openlijk geniet van seksuele handelingen zonder dat daar ernstige morele of lichamelijke consequenties aan verbonden waren. De tekst is nauwelijks expliciet te noemen, want Cleland gebruikte in het hele boek uitsluitend eufemismen voor seks en voor lichaamsdelen - alleen al voor de term penis had hij er 50. De bisschop van Londen stelde het boek verantwoordelijk voor twee kleine aardbevingen en daarop werd Cleland gearresteerd en korte tijd gevangengezet. Fanny Hill bleef echter in druk en is een van de meest herdrukte boeken in de Engelse taal. Het was echter in de Verenigde Staten tot 1963 en in het Verenigd Koninkrijk tot 1970 verboden het in bezit te hebben.

### Fotografie

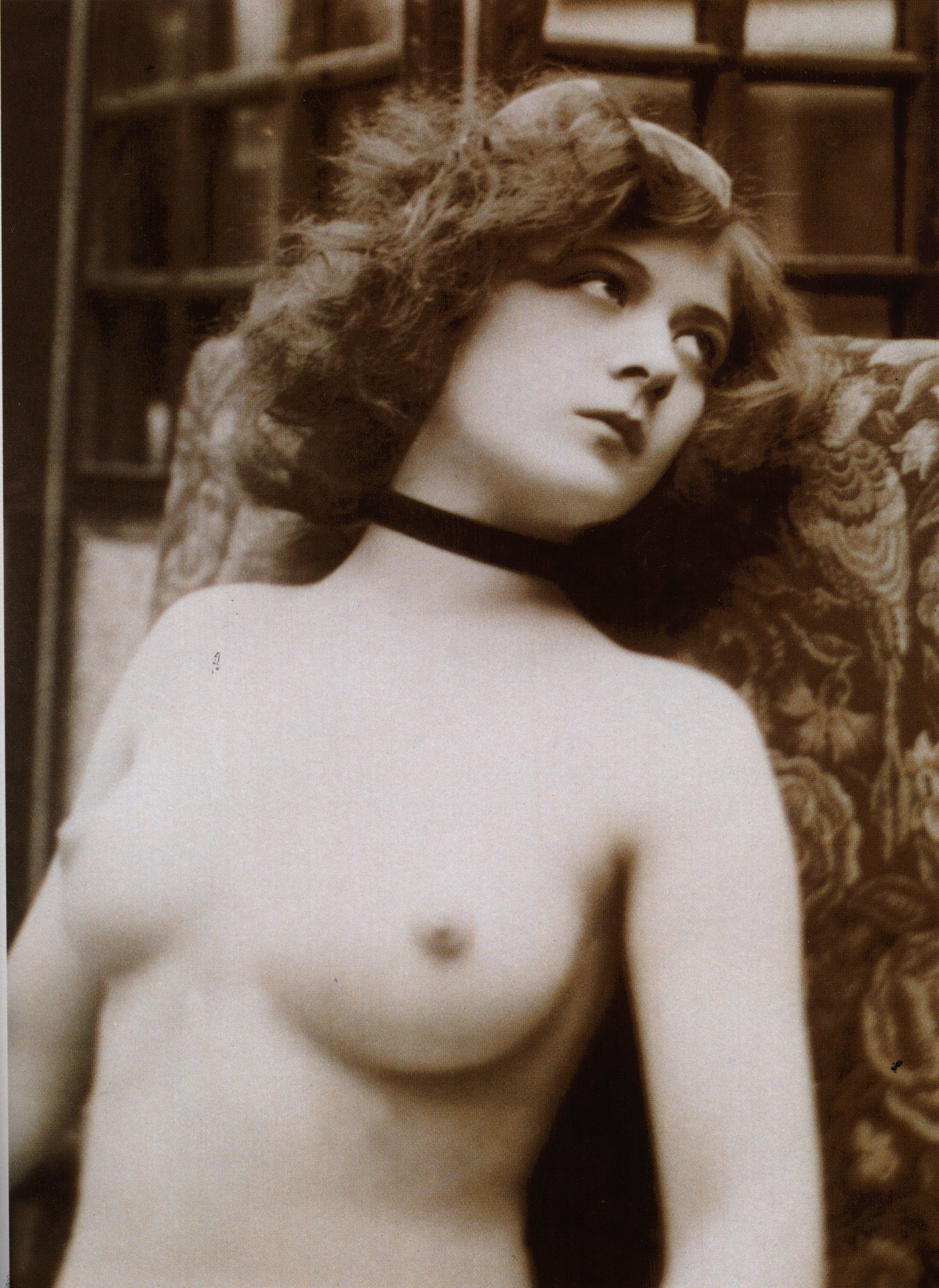
19e-eeuwse naaktfoto.

In 1839 presenteerde Louis Daguerre het eerste praktische proces van fotografie voor de Académie des sciences. In tegenstelling tot eerdere fotografische methoden hadden zijn daguerreotypieën een ongelooflijke kwaliteit en detail, en ze vervaagden niet als ze oud werden. De nieuwe technologie ging niet ongemerkt voorbij aan kunstenaars die belust waren op nieuwe manieren om de onverpakte vrouwelijke vorm uit te beelden. Traditioneel was een académie een naaktstudie door een schilder om de vrouwelijke (of mannelijke) vorm te leren schilderen. Zo'n werk kon alleen verkocht worden als het bij de overheid geregistreerd en goedgekeurd was. Al snel werden naaktfoto's geregistreerd als académie en verkocht als hulpmiddel voor schilders. Maar het realisme van de foto in tegenstelling tot het idealisme van een schilderij maakte veel van deze foto's intrinsiek erotisch. In Nude photography, 1840–1920 merkt Peter Marshall op: 'In het heersende zedelijke klimaat van de tijd waarin de fotografie werd uitgevonden was de enige officieel goedgekeurde toepassing van de fotografie van het lichaam te dienen als model voor studies door schilders. Veel van de bewaard gebleven voorbeelden van daguerreotypieën behoren duidelijk niet tot dat genre maar hebben iets uitgesproken sensueels, wat impliceert dat ze bedoeld waren als erotische of pornografische beelden.'
De daguerreotypieën hadden echter ook nadelen. Het belangrijkste probleem was dat ze alleen gereproduceerd konden worden door ze te fotograferen, omdat elk beeld een origineel was en het procedé niet met negatieven werkte. Bovendien waren voor de eerste daguerreotypieën belichtingstijden nodig van 3 tot 15 minuten, waardoor ze niet zo praktisch waren voor portretfotografie. Anders dan bij de oudere tekeningen kon je geen actie laten zien. Een model moest lange tijd exact in dezelfde houding blijven. Om die reden veranderde de standaard pornografische afbeelding van karakter; in plaats van één of twee mensen die seksuele handelingen verrichtten werd nu één vrouw afgebeeld die haar geslachtsdelen liet zien. Omdat één foto een weekloon kon kosten, bestond de markt voor deze foto's vooral uit artiesten en de beter gesitueerden. Het was in de jaren 40 van de 19e eeuw goedkoper een prostituee te huren en de seksuele handelingen te ervaren dan er een foto van te hebben. De stereoscoop werd uitgevonden in 1838 en werd enorm populair voor daguerreotypieën, ook voor de erotische foto's. Deze techniek leverde een driedimensionaal beeld op dat goed bij de erotische foto paste. Hoewel er duizenden erotische daguerreotypieën werden gemaakt, zijn er voor zover bekend maar ongeveer 800 bewaard gebleven, maar omdat ze uniek en duur waren, betekende dat ook dat ze het speelgoed waren van rijke mannen. Ze zijn zo zeldzaam dat ze per stuk meer dan £ 10 000 kunnen opleveren.
In 1841 patenteerde William Fox Talbot het calotypeproces, het eerste proces dat werkte met negatieven, waardoor meerdere afdrukken van een origineel mogelijk werden. Deze uitvinding maakte het mogelijk een bijna onbeperkt aantal afdrukken te maken van een negatief op glas. Door de kortere belichtingstijden werd bovendien een echt grote markt voor pornografische foto's mogelijk. De techniek werd onmiddellijk gebruikt voor het vermeerderen van naaktfoto's. Parijs werd al snel het centrum van deze handel. In 1848 waren er in Parijs maar 13 fotostudio's, in 1860 waren er meer dan 400. De meeste van deze studio's profiteerden van de verkoop van illegale pornografie aan de massa, die dat nu kon betalen. De foto's werden ook verkocht in de buurt van stations, door reizende verkopers en vrouwen die ze onder hun rok verborgen. Ze werden vaak in series (van 4, 8 of 12) gemaakt en geëxporteerd, vooral naar Engeland en de Verenigde Staten. De modellen en de fotografen kwamen gewoonlijk uit de werkende klasse en het excuus van de kunstenaar werd steeds moeilijker te gebruiken. In 1855 werden er geen fotomodellen meer geregistreerd als académie en de hele handel was om aan vervolging te ontkomen ondergronds gegaan.

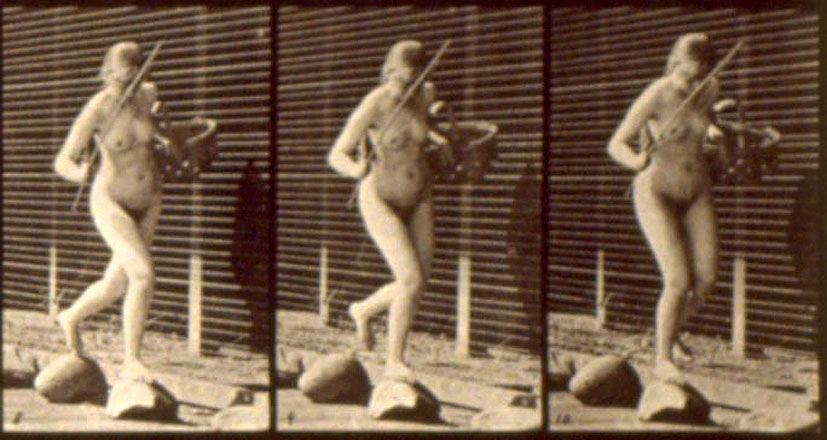
Eadweard Muybridge: Lopende vrouw met een hengel (detail).

De victoriaanse pornografische traditie in Engeland bestond uit 3 elementen: Franse foto's, erotische afdrukken (verkocht in winkels in Holywell Street, een allang verdwenen hoofdweg in Londen die plaats heeft gemaakt voor de Aldwych) en gedrukte literatuur. De mogelijkheid foto's in grote aantallen te reproduceren maakte de opkomst van een nieuw soort zakenman mogelijk, de pornohandelaar. Veel van deze handelaars profiteerden van de opkomende posterijen, zo konden ze kaarten met foto's erop in een neutrale envelop naar hun afnemers sturen. De ontwikkeling van een betrouwbaar internationaal postwezen was dus ook bevorderlijk voor de handel in porno. De victoriaanse pornografie had verschillende kenmerken. Er blijkt een zeer mechanistische kijk uit op de anatomie van de mens en de functies ervan. De wetenschap, de nieuwe obsessie, werd zogenaamd gebruikt om het menselijk lichaam te onderzoeken. De seksualiteit van het onderwerp wordt daardoor vaak gedepersonaliseerd en er is niets te zien van hartstocht of tederheid. Naaktfoto's van exotische vrouwen, onder de dekmantel van de wetenschap, werden in die tijd ook populair. Studies van dit type zijn te vinden in het werk van Eadweard Muybridge. Hoewel hij zowel mannen als vrouwen fotografeerde, krijgen de vrouwen vaak rekwisieten zoals boodschappenmanden en hengels, waardoor de foto's van vrouwen nauwelijks verhulde erotica zijn.

## Tijdschriften
In 1880 werd de halftoontechniek voor het eerst gebruikt om foto's goedkoop te vermenigvuldigen. De uitvinding van deze techniek schiep aan het begin van de 20e eeuw nieuwe mogelijkheden voor de pornografie en erotica. Door de nieuwe druktechniek konden fotografische beelden gemakkelijk in zwart-wit vermenigvuldigd worden, terwijl drukkers tot die tijd voor illustraties waren aangewezen op gravures, houtsneden en lijnclichés. Dit was het eerste medium waardoor pornografie echt een massa-artikel kon worden, omdat het goedkoper en makkelijker verkrijgbaar werd dan eerdere vormen. Health and Efficiency, dat in 1900 voor het eerst verscheen, was een typisch naturistenblad in Engeland. Populair in Frankrijk was Édouard-Henri Avril aan het eind van de 19e eeuw met zijn illustraties voor onder andere John Clelands Fanny Hill.
De nieuwe tijdschriften, die het eerst in Frankrijk verschenen, hadden afbeeldingen van naaktfoto's (vaak van in burlesken optredende actrices die als model werden ingehuurd) en halfnaaktfoto's op de omslag en binnenin, en hoewel ze nu als softporno zouden worden bestempeld, waren ze voor hun tijd heel choquerend. De publicaties gingen al snel door voor 'kunstmagazines' of voor bladen die de nieuwe cultus van het naturisme aanhingen, met titels als Photo Bits, Body in Art, Figure Photography, Nude Living en Modern Art for Men.
Een andere vroege vorm van pornografie waren de comics die bekend zijn geworden als de Tijuana bibles en die in de jaren 20 van de 20e eeuw in de Verenigde Staten verschenen en pas verdwenen met de opkomst van de glossy mannenbladen. Dit waren ruwe, met de hand getekende scènes waarin vaak populaire karakters uit cartoons en de cultuur werden gebruikt.
In de jaren 40 van de 20e eeuw ontstond het woord 'pin-up' als aanduiding voor foto's die tijdens de Tweede Wereldoorlog door Amerikaanse soldaten uit mannenbladen en kalenders werden gescheurd en aan de muur 'geprikt'. Het accent dat in de jaren 40 vooral op de benen lag, verschoof in de jaren 50 naar de borsten. Betty Grable en Marilyn Monroe waren twee van de populairste pin-upmodellen. In de tweede helft van de 20e eeuw ontwikkelde de pornografie zich in de mannenbladen zoals Playboy en Modern man van de jaren 50. Het begin van de moderne glossy mannenbladen is eigenlijk te herleiden tot de aankoop van een foto van Marilyn Monroe door Hugh Hefner in 1953 voor gebruik als centerfold voor zijn nieuwe tijdschrift Playboy. Al snel werd dit type blad het belangrijkste medium waardoor pornografie werd geconsumeerd.
Deze bladen bevatten foto's van naakte of halfnaakte vrouwen die ogenschijnlijk masturbeerden, hoewel hun geslachtsdelen of schaamhaar niet te zien waren. Penthouse, dat in 1965 in Engeland werd gestart door Bob Guccione, koos voor een andere benadering. De vrouwen keken indirect in de camera, alsof ze met hun eigen idylle bezig waren. Deze accentverschuiving had invloed op de erotische afbeelding van vrouwen. Penthouse was ook het eerste blad dat foto's afdrukte met schaamhaar en vrouwelijk naakt van voren gezien, wat in die tijd niet meer als erotisch maar als pornografie werd beschouwd. Aan het eind van de jaren 60 werden afbeeldingen opnieuw explicieter, waarbij het accent op de billen lag en men aftastte wat er juridisch mogelijk was en wat de lezers graag zagen veranderen. In de jaren 70 concentreerden ze zich op de schaamstreek en uiteindelijk, in de jaren 90, kwamen de penetratie, lesbianisme en homoseksualiteit, groepsseks, masturbatie en fetisjisme in de hardere bladen (zoals Hustler) in beeld.
Door de lage productiekosten verschenen er al snel bladen voor iedere smaak en fetisj. Bladen voor de homogemeenschap deden het goed. Het belangrijkste en een van de eerste ervan was Physique Pictorial, dat in 1951 werd opgericht door Bob Mizer na mislukte pogingen om de diensten van mannelijke modellen te verkopen. Zijn foto's van de Athletic Model Guild werden echter een flop. Het blad verscheen in zwart-wit, in een heel heldere en toch fotografische stijl die een eerbetoon was aan de mannelijke vorm en bijna vijftig jaar lang bleef verschijnen.

## Films

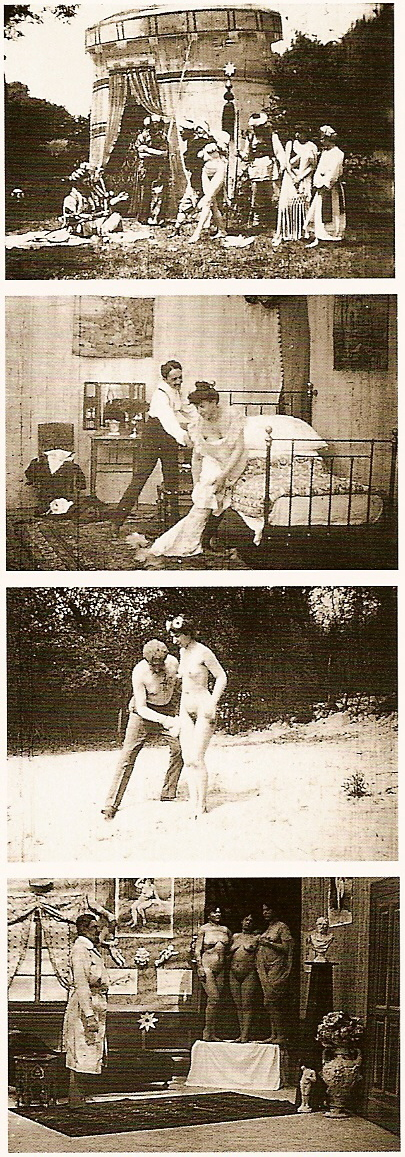
Beelden uit oude Oostenrijkse films.

De volgende technische verbetering die invloed had op de manier waarop mensen erotische beelden zien was de uitvinding van de film. William Kennedy Laurie Dickson, een employé van Thomas Edison, vond de eerste celluloidfilm uit voor deze toepassing en besloot dat 35 mm een goede afmeting was, een standaard die nog steeds in gebruik is. Daarna werkte hij aan de kinetoscoop, een peepshowmachine waarin de door Dickson uitgevonden film telkens opnieuw werd afgedraaid en die verlicht werd door een lichtbron van Edison. Dit was de voorloper van de filmprojector.
Dickson verliet Edison en richtte zijn eigen bedrijf op dat de mutoscoop maakte, een met de hand aangedreven kijkkastfilmmachine. Deze machines maakten bewegende beelden door een draaiende trommel met illustraties op mutoscoopkaarten die afkomstig waren van een echte film. Ze waren vaak te vinden aan zee, gewoonlijk met voorstellingen van vrouwen die zich uitkleedden of als model voor een kunstenaar optraden. In Engeland werden ze bekend als de 'Wat de butler zag'-machines. De naam was afkomstig van een van de eerste en beroemdste softpornofilms.
Het idee om een film te projecteren op een scherm voor een zaal toeschouwers was een Europese uitvinding. In 1895 gaven Robert W. Paul en Auguste en Louis Lumière hun eerste openbare demonstratie van bewegende film. De eerste pornografische films werden bijna direct na de uitvinding van het medium gemaakt. Twee van de eerste pioniers waren Eugène Pirou en Albert Kirchner (hoewel de laatste tegenwoordig bij filmhistorici vooral bekend is als de eerste die een film maakte over het leven van Christus, de Passion du Christ), die de oudste bewaard gebleven pornografische film onder de handelsnaam Léar maakte voor Pirou. De film Le Coucher de la Marie, uit 1896, liet Mlle. Louise Willy zien terwijl ze een striptease uitvoerde. Pirous film inspireerde een heel genre pikante Franse films waarin zich ontkledende vrouwen te zien waren toen andere filmmakers beseften dat hier flink aan te verdienen viel.
Omdat Pirou zo goed als onbekend is als maker van pornografische films krijgen andere films meestal de eer de eerste te zijn geweest. Volgens Patrick Robertsons Film Facts was A L'Ecu d'Or ou la bonne auberge 'de eerste pornografische film die exact kan worden gedateerd', in 1908 in Frankrijk opgenomen. De film gaat over een vermoeide soldaat die een rendez-vous heeft met een dienstmeisje bij een hotelletje. De Argentijnse film El Satario is misschien nog ouder, die moet tussen 1907 en 1912 opgenomen zijn. Hij merkt ook op dat 'de oudste bewaard gebleven pornografische films te vinden zijn in de Amerikaanse verzameling van Kinsey. Aan één film is te zien hoe snel de pornografische conventies ontstonden. De Duitse film Am Abend uit 1910 is 'een film van 10 minuten die begint met een vrouw die alleen in haar slaapkamer masturbeert, waarop beelden volgen van haar met een man die eerst gewone seks met haar heeft, met daarna fellatio en anale penetratie.'
De stag films of blue films, zoals ze al snel genoemd werden, werden al snel verboden en vanaf de jaren 40 jarenlang clandestien door amateurs gemaakt. Verwerking van de films kostte veel tijd en middelen: wanneer professionele apparatuur (meestal alleen beschikbaar voor de georganiseerde misdaad) ontbrak, wasten mensen de films in de badkuip. De films circuleerden vervolgens in privékring of kwamen bij reizende verkopers terecht, maar wie betrapt werd bij het bekijken ervan of wie ze alleen maar had kon daardoor in de gevangenis belanden.
Na de oorlog waren er ontwikkelingen die de groei van een massamarkt stimuleerden. Technologische ontwikkelingen, vooral de komst van de 8mm-film en super-8-filmformaten, leidden tot een wijdverbreid gebruik van amateurcinematografie. Er kwamen ondernemingen die deze markt bedienden. In Groot-Brittannië waren de producties van Harrison Marks 'softporno', maar in de jaren 50 werden ze toch als gewaagd beschouwd. Op het continent waren zulke films veel explicieter. Lasse Braun was een pionier op het gebied van kwaliteitskleurenfilms die in het begin gedistribueerd werden door gebruik te maken van de diplomatieke privileges van zijn vader. Pornografie werd in 1969 in Nederland gelegaliseerd, wat leidde tot een explosieve toename van commercieel vervaardigde pornografie. Nu pornograaf een legaal beroep was geworden, was er geen gebrek aan ondernemers die wilden investeren in gebouwen en apparatuur waarmee een goedkoop maar goed massaproduct kon worden gemaakt. Enorme hoeveelheden van deze nieuwe pornografie, zowel tijdschriften als films, werden naar andere delen van Europa gesmokkeld, waar het 'onder de toonbank' werd verkocht of 'alleen voor leden' te zien was in bioscopen.
De eerste expliciet pornografische film die in alle bioscopen in de Verenigde Staten kon worden vertoond was naar algemeen wordt aangenomen Mona (ook bekend onder de titel Mona the Virgin Nymph), een 59 minuten durende film uit 1970 van Bill Osco en Howard Ziehm, die daarna de relatief dure harde/softe (afhankelijk van de versie) cultfilm Flesh Gordon maakten. De film Boys in the Sand uit 1971 was nogal vernieuwend. Het was de eerste pornofilm over homoseksualiteit, de eerste film waarin bij de aftiteling credits werden vermeld voor de acteurs en filmers (zij het dat er veel pseudoniemen bij waren), de eerste film die de titel van een gewone film parodieerde (in dit geval was dat The Boys in the Band) en de eerste pornofilm die een recensie kreeg in The New York Times. In 1972 haalden de pornofilms in de Verenigde Staten de beste resultaten met Deep Throat en Behind the Green Door; ze werden sociaal geaccepteerd. The Devil in Miss Jones volgde in 1973 en velen voorspelden dat openlijke vertoningen van seks op het scherm hierna heel gewoon zou worden, maar de cultuur verschoof al snel naar de meer conservatieve zijde en die fantasie werd nooit werkelijkheid. William Rotsler zei in 1973: "Erotische films zijn een blijvertje. Op termijn zullen ze gewoon opgaan in de gewone films en als apart genre verdwijnen. Niets kan dit tegenhouden." In Groot-Brittannië echter werd Deep Throat in ongekuiste vorm pas in 2000 goedgekeurd en de film ging pas in 2005 gewoon in roulatie.

## Video- en digitale beelden

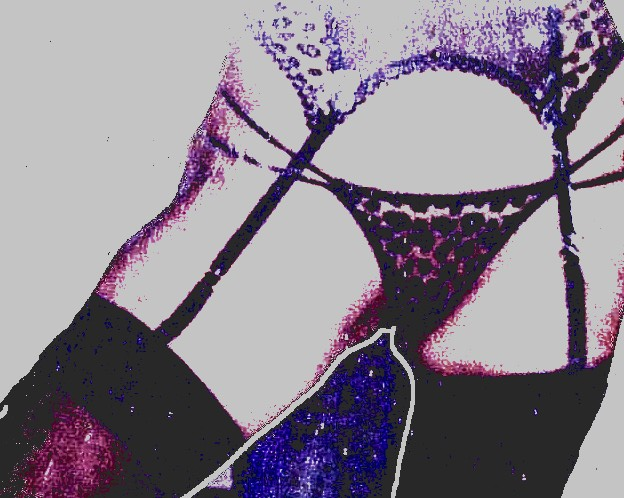
Digitaal bewerkte erotische foto.

Tegen 1982 werden de meeste pornofilms geschoten op de goedkopere en makkelijker videoband. Aanvankelijk verzetten veel regisseurs zich daartegen vanwege de andere beeldkwaliteit die videoband oplevert, maar degenen die de overstap maakten haalden al snel het merendeel van de winsten van de industrie binnen omdat de consumenten een zeer sterke voorkeur voor het nieuwe medium hadden. De technologische verandering was snel en compleet toen regisseurs beseften dat films op gewone film maken niet meer winstgevend was. Door deze verandering verdwenen de pornofilms uit de bioscopen en kwamen ze in de huiskamer. Dat was het einde van de producties met grote budgetten en het sociaal aanvaardbaar maken van de pornografie. Het keerde al snel terug naar zijn aardse wortels en men kon nu door de lage kosten voor elke fetisj een film maken. In plaats van dat er honderden films per jaar werden gemaakt, verschenen er nu duizenden, waaronder compilaties van alleen de seksscènes uit verschillende video's.
Erotische cd-roms waren aan het eind van de jaren 80 en het begin van de jaren 90 populair omdat ze een tot dan ongekend element van interactiviteit en fantasie bezaten. Maar de slechte kwaliteit ervan was een nadeel en toen het internet gemeengoed werd in de huiskamer daalden de verkoopcijfers. Net als bij de videorevolutie werd het internet voor veel mensen al snel de populairste bron van pornografie omdat het zowel privacy bood bij het bekijken als de mogelijkheid tot interactie.

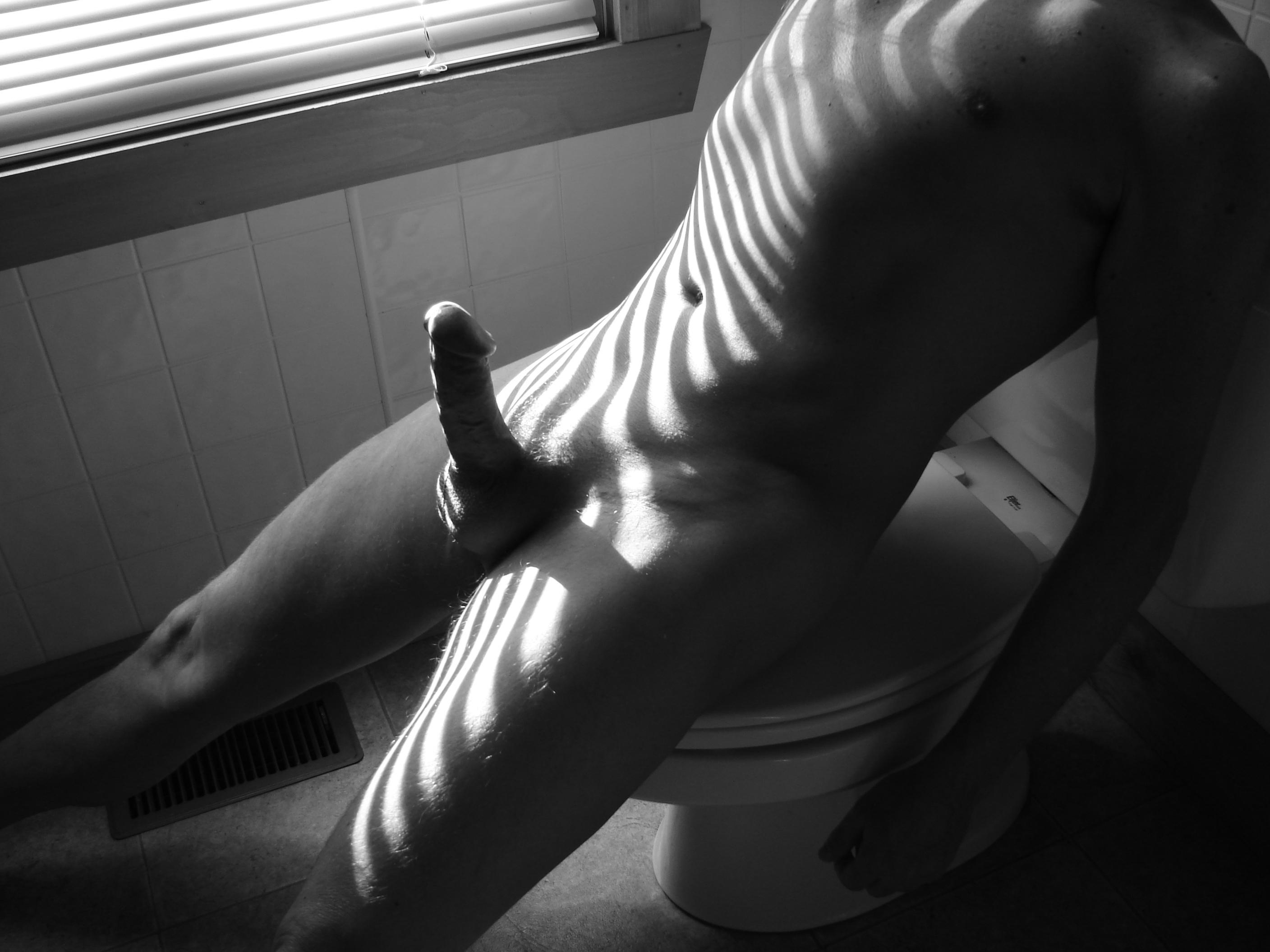
Digitale camera erotische foto.

Door de recente aanvoer van makkelijk verkrijgbare technologie zoals digitale camera's, voor foto's en films, vervagen de grenzen tussen erotische films en foto's en tussen amateur- en professionele producties. Beide vormen zijn hierdoor makkelijk te krijgen, zodat de productie ervan eenvoudig is voor wie aan de apparatuur kan komen. Een groot deel van de pornografie die anno 2007 beschikbaar is wordt door amateurs gemaakt. De digitale media zijn revolutionair in de zin dat fotografen en filmmakers er beelden mee kunnen bewerken op manieren die tot dusver onmogelijk waren, wat het erotische karakter van een afbeelding kan versterken.